# Pontet
Pontét (detta anche Montecroce) è una località al confine tra i comuni italiani di Sovramonte (provincia di Belluno) e Imèr (provincia autonoma di Trento). Quest'ultima la considera una propria frazione.
È costituita da una manciata di costruzioni poste lungo la stretta valle Schener, presso la riva orientale del lago Schener (la cui diga sorge poco più a sud dell'abitato). Vi transita la strada del Grappa e del Passo Rolle.
Tra gli edifici degni di nota, la cappella con una riproduzione della grotta di Lourdes, il lavatoio (in dialetto lisièra) e l'albergo "al Lago", ricavato dal vecchio ufficio doganale austriaco.

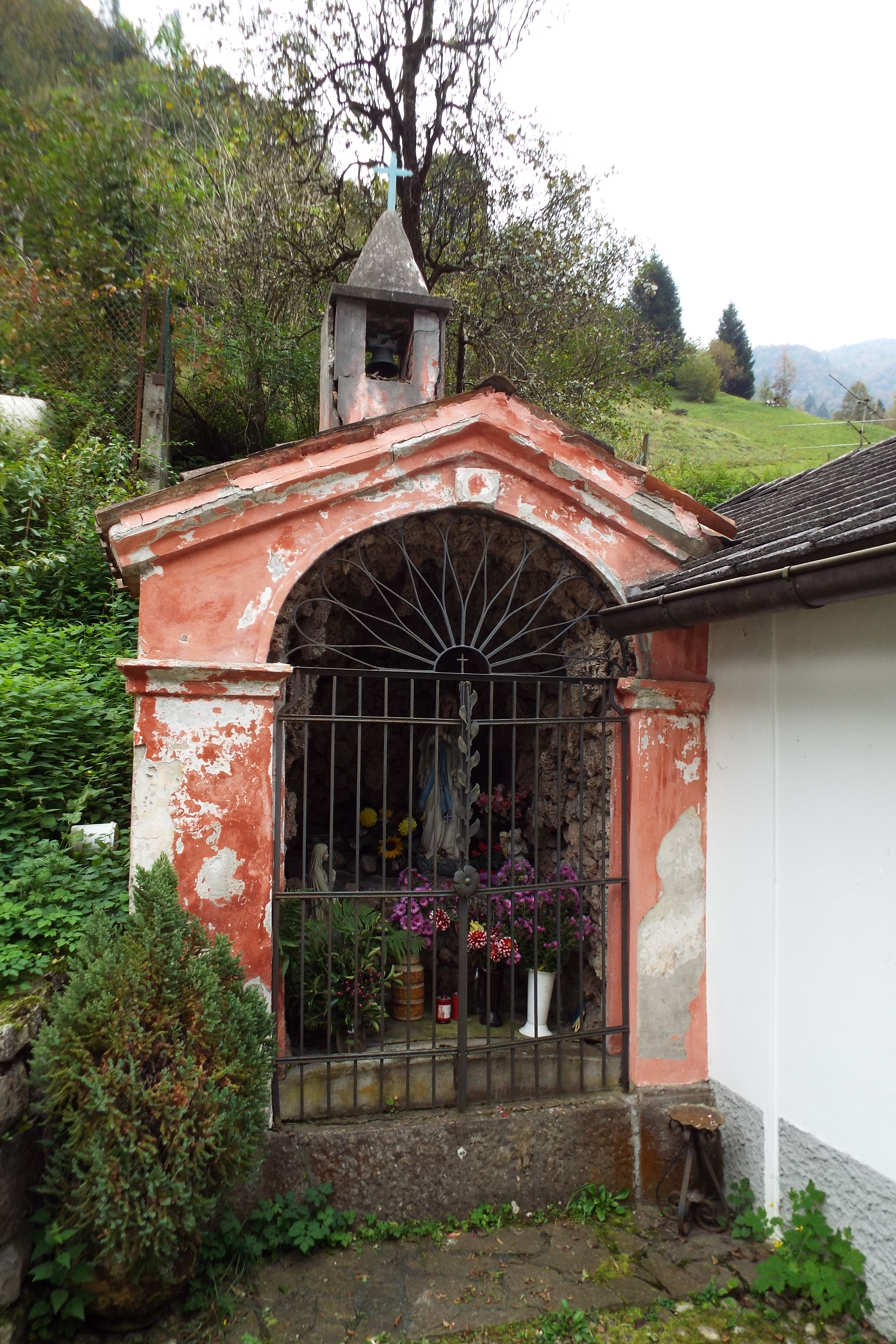
La cappellina di Pontet

## Storia
Pontet rappresenta una località di confine sin dal 1349, quando cessò la dipendenza temporale del Primiero dal vescovo di Feltre. Segnò quindi il limite tra la contea del Tirolo e la Repubblica di Venezia e, in tempi più recenti, tra l'Impero austro-ungarico e il Regno d'Italia.
In quanto unica via di collegamento tra Primiero e Feltrino, si percorreva la mulattiera  della via dello Schener che si inerpicava fino al Castel Schener  e si scendeva presso la  località Bettola di Servo, nel Comune di Sovramonte.

## L'origine del toponimo
Il toponimo alternativo Montecroce si ricollega all'antica via in uso prima della costruzione dell'attuale strada carrabile (1886). Si trattava di un percorso tortuoso ed esposto e spesso era causa di tragici incidenti in cui molti viandanti persero la vita; gli sventurati venivano inumati in un cimitero sul colle sovrastante la frazione che venne detto Montecroce dalle croci che indicavano le sepolture.